# Doddifoenus
Doddifoenus is een geslacht van vliesvleugeligen uit de familie Pteromalidae. De wetenschappelijke naam van dit geslacht is voor het eerst geldig gepubliceerd in 1988 door Boucek.

## Soorten
Het geslacht Doddifoenus omvat de volgende soorten:
- Doddifoenus australiensis (Dodd, 1927)
- Doddifoenus rex Boucek, 1988
- Doddifoenus wallacei Burks & Krogmann, 2009